# Баумгартен-Крузиус, Детлов Карл Вильгельм
Детлов Карл Вильгельм Баумгартен-Крузиус (нем. Detlev Karl Wilhelm Baumgarten-Crusius; 1786—1845) — немецкий филолог и педагог; старший брат богослова Людвига Фридриха Оттона Баумгартена-Крузиуса.

## Биография
Детлов Карл Вильгельм Баумгартен-Крузиус родился 24 января 1786 года в городе Дрездене. Первоначальное образование получил в Гримме, потом изучал богословие и филологические науки в Лейпцигском университете и в течение многих лет деятельно работал в качестве преподавателя над улучшением школьного образования, сперва в Мерзебурге, потом в Дрездене, наконец, в должности старшего учителя в Мейссене. 
Детлов Карл Вильгельм Баумгартен-Крузиус умер 5 мая 1845 года в городе Майсене.
Из филологических трудов учёного заслуживают особого упоминания: обработка «Agesilaus» Плутарха и Ксенофонта (Лейпциг, 1812) и Светония (3 т., Лейпциг, 1816—1818), сочинения которого, как и «Метаморфозы» Овидия и сочинения Ливия и Евтропия, он издал в сокращенном виде; далее, издание гомеровой «Одиссеи» с примечаниями Евстафия и других комментаторов (3 тома, Лейпциг, 1822—24) и, наконец, Бему принадлежит новое издание «Ноmerische Vorschule» В. Мюллера (Лейпциг, 1836) и биография Георга Фабрициуса (Лейпциг, 1839). 
Из других сочинений Баумгартен-Крузиуса следует назвать, кроме статей в «Deutsche Blätter», «Vier Reden an die deutsche Jugend über Vaterland, Freiheit, deutsche Bildung und das Kreuz» (Альтенбург и Лейпциг, 1814); «Licht und Schatten» (Дрезден, 1821). Его биографию напечатал сын — Артур Баумгартен-Крузиус (Ошац, 1853).